# Koronás sarlósfecske
A koronás sarlósfecske (Hemiprocne coronata) a madarak osztályának sarlósfecske-alakúak (Apodiformes) rendjébe és az erdei sarlósfecskefélék (Hemiprocnidae) családjába tartozó faj.

## Előfordulása
Banglades, Bhután, Kambodzsa, Kína, India, Laosz, Mianmar, Nepál, Thaiföld és Vietnám területén honos. Nyílt erdők lakója.

## Megjelenése
Testhossza 23 centiméter. Teste szürke színű, hasa világosabb szürke, szárnyai sötét szürkék. A hím pofatolla vörös, míg a tojóé szürke. Farka villás.
|  |

## Életmódja
Tápláléka repülő rovarokból áll.

## Szaporodása
Kicsi fészkét faág szélére építi. Fészekalja kékes szürke tojásokból áll, melyen mindkét szülő kotlik.

## Fordítás
- Ez a szócikk részben vagy egészben  a   Crested Treeswift című angol Wikipédia-szócikk fordításán alapul.  Az eredeti cikk szerkesztőit annak laptörténete sorolja fel. Ez a jelzés csupán a megfogalmazás eredetét és a szerzői jogokat jelzi, nem szolgál a cikkben szereplő információk forrásmegjelöléseként.

## Külső hivatkozás
- Képek az interneten a fajról
- Xeno-canto.org - A faj hangja és elterjedési térképe